# Samsung Galaxy Watch Active
Samsung Galaxy Watch Active — умные часы, разработанные Samsung Electronics. Об этом было объявлено 20 февраля 2019 года. Galaxy Watch Active должны были появиться в продаже в США с 8 марта 2019 года.

## Характеристики
| Модель               | Galaxy Watch Active |
| Вид                  | 40 mm |
| -------------------- | --- |
| Цвета                | Чёрный, Серебрянный, Rose Gold, Sea Green |
| Дисплей              | 1.1" (28 mm) |
| Разрешение           | 360 x 360 пикселей |
| Номер модели         | SM-R500 |
| Стекло               | Corning Gorilla Glass DX+ |
| Процессор            | Exynos 9110 dual core 1.15 GHz |
| Операционная система | Tizen (OS 4.0) |
| Размеры              | 39.5 mm x 39.5 mm x 10.5 mm |
| Вес                  | 25 грамм |
| Размеры ремешка      | 20 mm |
| Защита от воды       | 5 ATM + IP68 |
| Память               | 768 MB RAM + 4 GB внутренней памяти |
| Связь                | - Bluetooth 4.2 - Wi-Fi b/g/n - NFC - A-GPS, GLONASS, Beidou, Galileo                                                                                 |
| Датчики              | - МЭМС Акселерометр - МЭМС-гироскоп - МЭМС-барометр - Электрооптический датчик (для контроля сердечного ритма) - Фотодетектор (для рассеянного света) |
| Батарея              | 230 mAh (хватит на 3 дня) |